# 京都御苑
京都御苑（きょうとぎょえん）は、京都府京都市上京区にある環境省所管の御苑。京都御所の周囲の緑地で旧公家町の一帯を指す。

## 概要

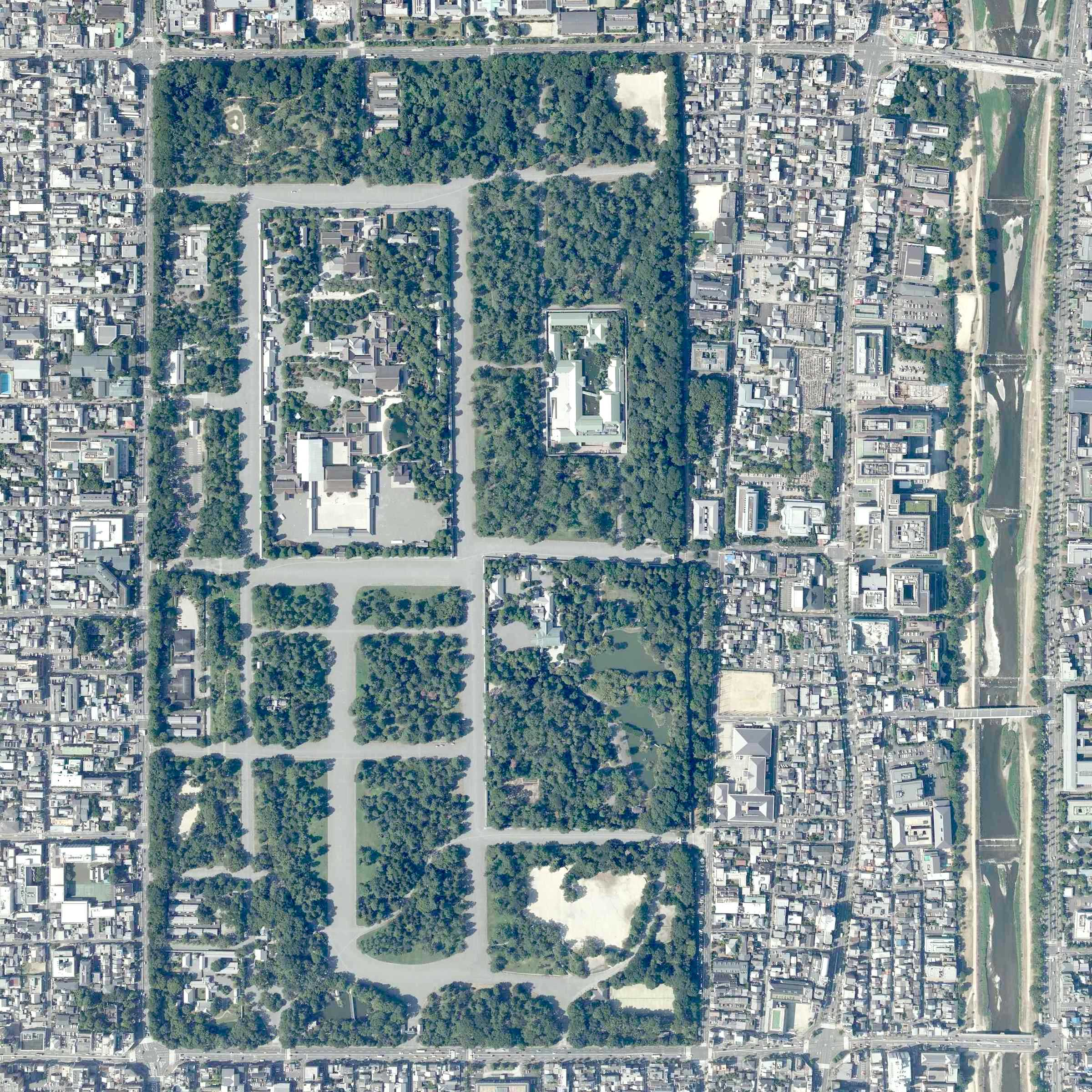
空中写真（2020年撮影）

京都市の中心部に位置し、東西南北を寺町通・烏丸通・丸太町通・今出川通に区切られた区域。東西約700m、南北約1300mの範囲で、総面積は92ヘクタール。その内、環境省が管理する国民公園である京都御苑は65ヘクタールである。江戸時代から遺る９ヶ所の外周御門と６ヶ所の切り通しを持つ。
明治の東京奠都の際、公家町として御所を囲んでいた公家屋敷の大半が引越し廃れてしまったため、その荒廃ぶりを悲しんだ明治天皇の命により緑化を行い住民憩いの場とした。約140あった宮家と公家の邸宅が撤去されて皇宮付属地として整備され、戦後、国民公園となった。
現在は京都御所、京都仙洞御所、京都大宮御所の築地内は宮内庁が、2005年4月に開館した京都迎賓館は内閣府が、それ以外は環境省が管理している。

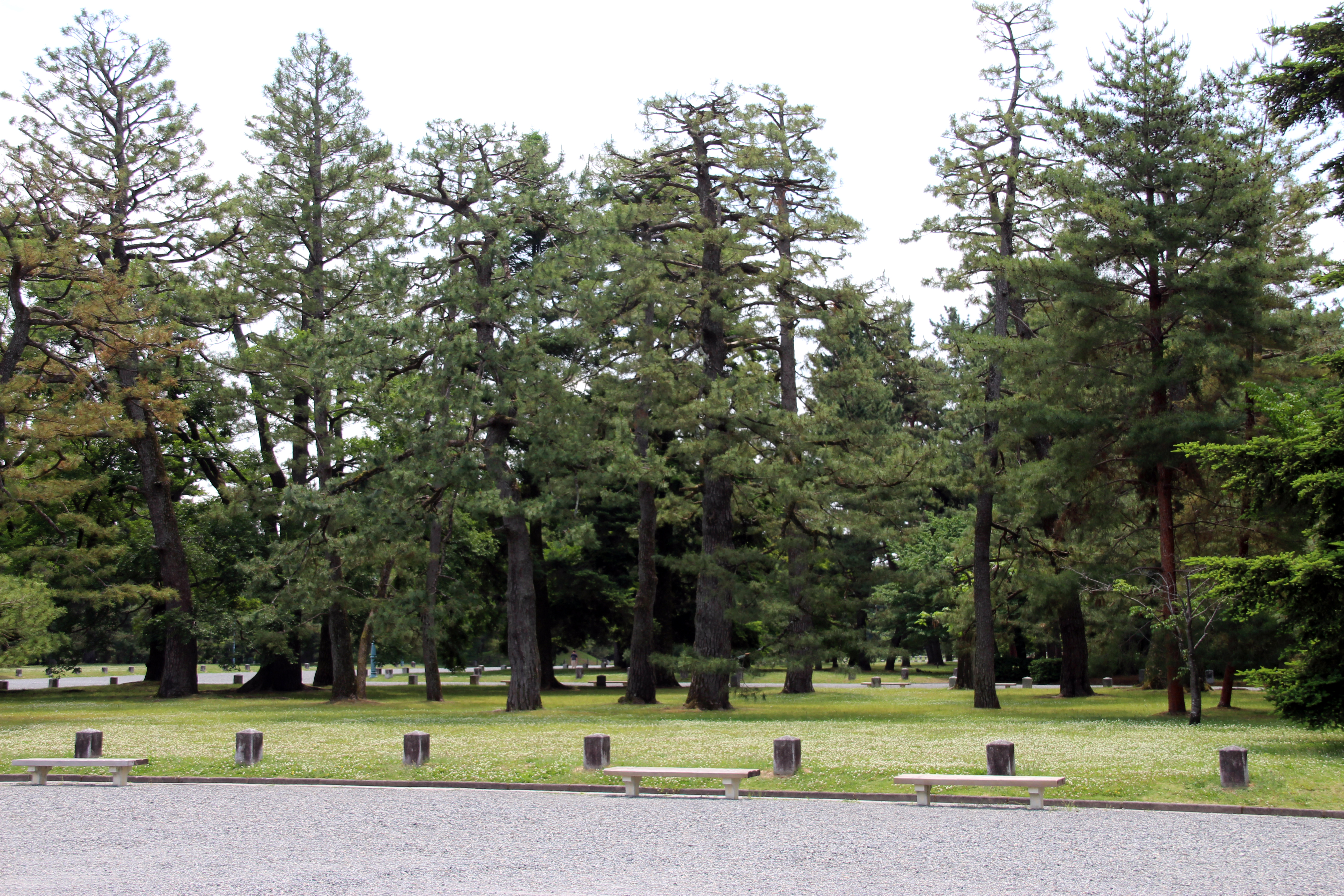
草木が生い茂る国民公園である京都御苑内の様子

多くの木々が生い茂る公園内には、京都御所、京都仙洞御所、京都大宮御所、宮内庁京都事務所、皇宮警察本部京都護衛署などの宮内庁・皇宮警察関連の施設をはじめ、公家屋敷の遺構、公園の管理を行う環境省京都御苑管理事務所の他、一般社団法人国民公園協会が管理を行うグラウンドやテニスコートに各休憩所、資料館、レストラン、カフェ、土産店、大型駐車場などもあり、市民の憩いの場になっている。

## 歴史
京都御苑の歴史は明治時代に始まるが、御苑の中心をなす京都御所の禁裏としての歴史は平安時代の土御門内裏（東洞院土御門内裏）にまでさかのぼることができる。その後、歴代の天皇がここを御所としたのは、明徳3年（1392年）に南北朝が合一した際、土御門内裏が正式な御所として確認されて以降、明治に至るまでである。この間の500数十年、建物は何度も火災で焼失するなど幾多の盛衰があり、特に室町時代から戦国時代にかけては見る影もなく荒れ果てた。
これらの修築、再建を始めたのは上洛してきた織田信長で、この時代に内裏はかなり大規模な建造が行われたようである。続く豊臣秀吉の時代には修造のみならず内裏周辺の整備にも力が入れられた。天正年間、秀吉は大規模な都市改造の一環として堂上公家をあまねく禁裏（御所）周辺に移住させた。ただし、近年の研究では公家の集住政策は織田信長から引き継いだもので京都の改造とは直接的な関係はないこと、新家の設立による土地不足や経済的な問題によって全ての堂上公家がこの地域に住めた訳ではなかったことも指摘されている。
このように、市内の町々に混在していた多くの公家屋敷が禁裏御所を中心に集められて公家町を形成し、江戸時代には御料など所領の策定がなされて、仙洞御所や女院御所など、殿舎が充実するに至ったが、現在の京都御苑と比べるとまだ随分と狭いものだった。その後、これら公家町の拡張整備のきっかけとなったのが京都の中心部を焼失させた宝永5年の大火（1708年）である。この火災によって内裏をはじめとした諸御所や公家屋敷78軒のみならず、大名屋敷24軒のほか、禁裏役人の役屋敷などをことごとく焼失した。大火後の復興にあたり、丸太町通以北、烏丸通以東に食い込んでいた町家区域を立ち退かせて、その跡地を公卿らに分与し、現在の京都御苑の原型となるような区画が整えられた。ただし、四方の大通りに面して9つの門を配し、それらを石垣でつないで周囲に巡らせた、現在見られるような整然とした矩形に整備されるのは明治に入ってからになる。
明治になると明治天皇に従って多くの公家が東京へ移り、華族制度の発足と共に全ての華族の東京移住が義務付けられたことで、公家屋敷はもぬけの殻となり、京都御所周辺は急速に荒廃していった。この状況を憂慮した岩倉具視は、旧慣保存のためにもなることを理由に明治10年（1877年）、御所の保存を建議した。これを受けて京都府は御所を囲む火除け地を確保することを目的に、軒を連ねる旧公家屋敷の空家の撤去と跡地の整備を開始した。これが、京都御苑の始まりである。
当初は周囲の土塁と堀を整備するにとどまったが、その後も整備は徐々に進められ、明治16年（1883年）に御苑の管理が京都府から宮内省に移管され後も続けられた。大正天皇の大礼が京都御所で行われることになると整備は急進展を見せ、建礼門前大通に大規模な改修工事が施されてほぼ現在の姿になった。
戦後、宮内省が解体されると、昭和24年（1949年）には厚生省の管理運営のもと御苑は国民公園となった。
昭和34年（1959年）、新たに「京都御苑」の町名が設置された。市街地において屈指の広さをもつこの新しい住所（区画）によって一線を画された町は上京区で23町、中京区で14町にのぼる。
昭和46年（1971年）に各省庁で環境や公害に関係する部署を統合して環境庁が創設されることになると、厚生省の大臣官房国立公園部も環境庁に移ることになり、これに伴い御苑も同庁の所轄となった。これが環境省に引き継がれて今日に至っている。

### 隣接する二つの神社
京都御苑に隣接して西に護王神社、東に梨木神社が鎮座している。護王神社には平安京最初の天皇である桓武天皇の忠臣和気清麻呂、梨木神社には幕末期の京都で過ごした最後の帝である孝明天皇の重臣三条実万がそれぞれ祭神として祀られており、いずれも京都御苑の保存が決まったのちの明治18、9年に至って、現社地に遷座あるいは建立されたものである。御所の保存に尽力した岩倉具視は、自身の最晩年には、御苑内の旧仙洞御所跡に桓武天皇を祀る平安神宮を建立する考えを持っていたとされ、岩倉の没後も宮内省の官辺はこの構想の下、平安神宮に近侍する形で二つの神社を建立する発想があったものと思われる。結果的に平安神宮はより広い敷地が確保できた岡崎の地に建立され（明治28年）、梨木・護王の両神社が御苑の東西に残った。大正4年（1915年）、両神社は京都御所において執り行われた「大正天皇即位の礼」の祝賀の一環としてそれぞれ祭神を一柱加えた（梨木：三条実美、護王：和気広虫）。一方、桓武天皇と孝明天皇を祭神に祀る平安神宮は、毎年の例祭において二基の神輿（鳳輦）を岡崎から京都御所の建礼門まで神幸させて、祭典を執り行っている（参照時代祭）。

## 建造物・遺構
苑内には各御所をはじめ、宮家・公家邸宅の遺構・鎮守社のほか、9つの外周御門などが残されている。また、平成に入ってからあらたに迎賓館が新築された。

### 御所
- 京都御所
  - 猿ヶ辻 - 京都御所の北東角にある辻。御所の鬼門の方角にあたることから、築地塀の角を内側に凹ませて、築地屋根の軒下に御幣を担ぐ木彫りの猿を祀る。ここから比叡山を結ぶ北東の方角には幸神社[12]、赤山禅院、日吉大社があり、それぞれに鬼門除けの猿を祀る[13]。文久3年（1863年）、尊攘派の公家・姉小路公知が、西にある朔平門外付近で暗殺された（猿ヶ辻の変）[14]。
- 京都仙洞御所 - 嘉永7年（1854年）4月6日の御所炎上で御殿が失われたが、上皇不在のためその後の再建はなかった[15]。跡地には庭園と茶室などが残されている。
- 京都大宮御所

### 迎賓館
- 京都迎賓館 - 2005年（平成17年）に竣工・開館した、海外からの来賓客をもてなす内閣府の迎賓施設。

### 宮家屋敷跡
- 桂宮 - 築地塀、御門、園池の遺構が桂宮邸跡に現存する[16]。近年跡地の一部が一般公開され、新設された散策路から庭園跡のほか、間取りを復元表示した御殿跡が鑑賞できる[17][18]。御殿の主要部は1893年（明治26年）から翌年にかけて二条離宮の本丸に移築され、1944年（昭和19年）より重要文化財に指定されている[19]。

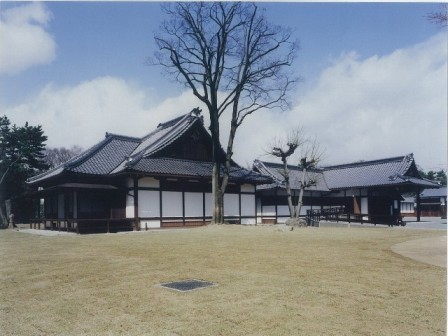
閑院宮邸跡収納展示館

- 閑院宮 - 収納展示館と庭園が一般公開されており、展示室で京都御苑の歴史や自然、往時の公家の文化などについて学べるほか、京都御苑の総合案内所も設置されている[20][21]。

閑院宮載仁親王が明治10年（1877年）に東京に移住するまでの邸宅であるとされているが、現在の建物との関連性は詳しく分かっていない。明治16年（1883年）5月に閑院宮邸内に宮内省京都市庁舎の建設がはじめられ、同年12月には現在の形態に近いものが完成した。その後、所管を宮内省から厚生省、環境省と移しながら現在に至る。
建物は、中央の中庭を四つの棟で囲む平面構成となっている。東棟は正面入母屋造千鳥破風の車寄せ玄関がある。南棟は資料展示室・収蔵室になり、南側全体に庇を付けた大きな瓦屋葺きの反り屋根を持つ。西棟はレクチャーホールで北棟が事務棟となっている。小規模での修繕が繰り返されてきたが、建物全体の破損や狂いが大きくなってきたため、平成15年（2003年）に全体の修復整備を行うこととなった。外観は建設当時の状態の保存をはかりつつ、後補の不必要な部分や内部の模様替え部分を撤去・整備する方針で行われた。平成18年（2006年）3月に完成し、現在の姿となった。
- 有栖川宮 - 邸跡を示す標柱がある。明治6年9月より旧邸が京都裁判所として使用された[23]。

- 賀陽宮 - 邸跡には幕末に活躍した朝彦親王（=中川宮）の遺徳を偲ぶ「貽範碑」（いはんひ）[24]がある。没後40年目にあたる昭和6年、子孫らによって建立された。

### 公家屋敷跡

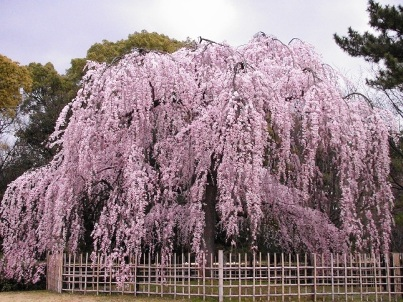
近衛邸跡の「近衛桜」

- 近衛家 - 近衛池と庭園の遺構が保存整備されている。池の周囲には約60本のシダレザクラが植えられ、花見の時期に市民らでにぎわう。邸宅だった数寄屋棟と茶室は1995年（平成7年）愛知県西尾市の西尾市歴史公園に移築された[25]。

- 一条家 - 邸跡に井戸の「県井」（あがたい、縣井）がある。この井戸は、もとは御苑外の一条邸にあったものを、保存のため御苑内の旧一条邸跡へ移設したとの記録[26]があり、その後、水が涸れたため、1996年にその近くで掘削し直したものという[27]。明治天皇の皇后となった一条美子（はるこ：昭憲皇太后）の産湯に用いられたと伝えられるが、昭憲皇太后の生誕地は御苑外の一条邸[26]とされる。

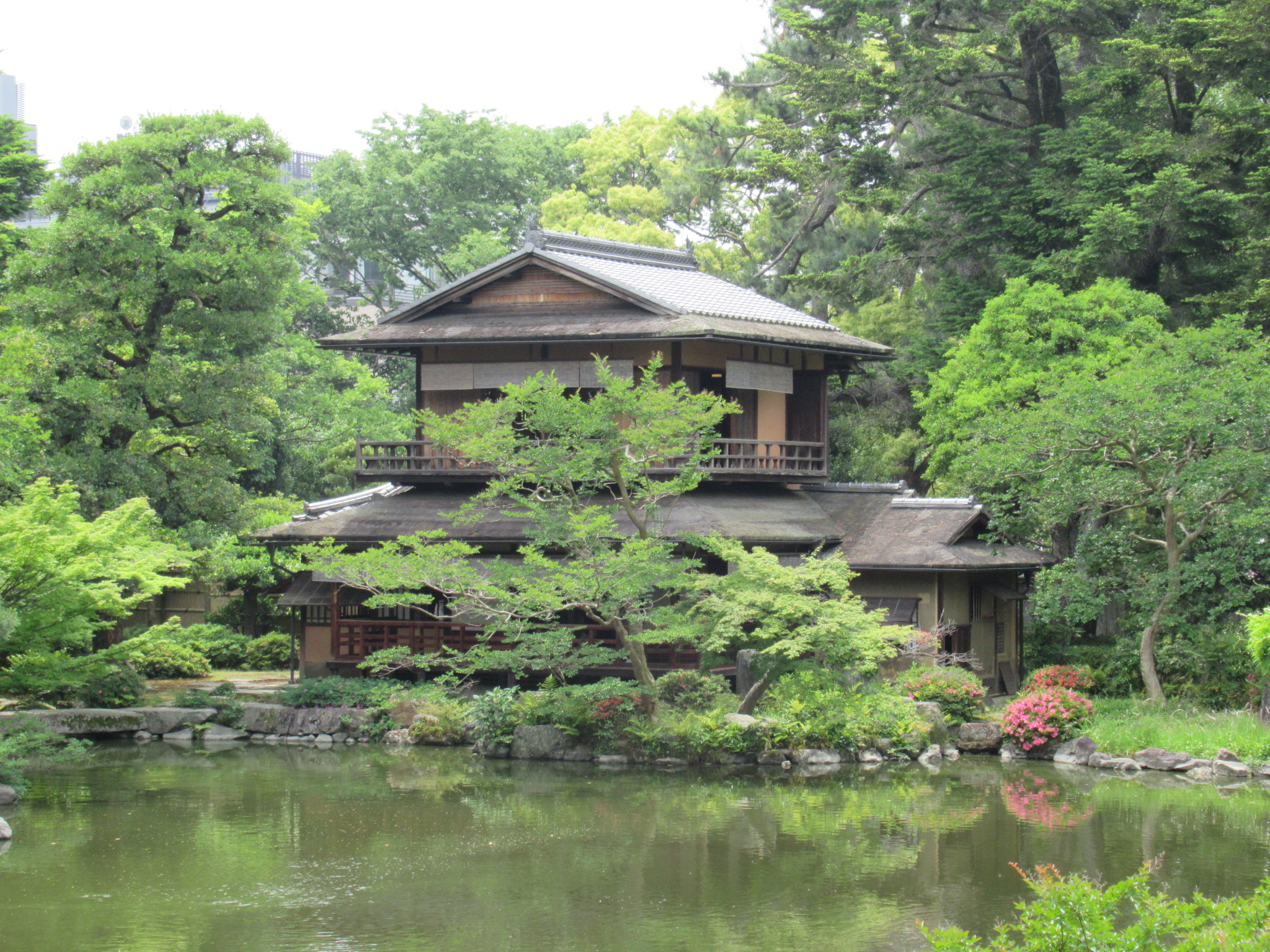
九条池と拾翠亭主屋 （2014年2月22日撮影）

- 九条家 - 庭園と茶室が残されている。茶室「拾翠亭」の前面に九条池が広がる。本来は勾玉池と呼び、はじめ防火用のため池だったものが安永年間初期に移転してきた九条邸に取り込まれたとみられる[28]。池に架かる高倉橋は御苑の保存改修期にあたる明治16年1月の竣工[29]。高倉通が御苑南門の正路（行幸道路）に予定されていた頃に架橋されたもので、その後正路は堺町通と定められた[29]。

旧邸の主屋などは明治2年の東京奠都に伴って転居先の東京本邸に移築されたが、昭和9年に国に寄贈され、東京国立博物館の苑内で「九条館」として保存されている。
- 中山家 - 皇子・祐宮（さちのみや、のちの明治天皇）が生まれた産屋とその名にちなんだ井戸「祐井」（さちのい）が中山邸跡に残されている。傍らに井戸の由来を伝える祐井碑が建つ[32]。

- 鷹司家 - 邸跡を示す案内板がある。明治13年1月、旧邸地に観象台（京都府立測候所）が設置された[33]。

- 西園寺家 - 邸跡に標柱。

- 橋本家 - 幕末、将軍徳川家茂に降嫁した孝明天皇の異母妹・和宮の生家跡。邸跡に案内板がある。

### 外周御門

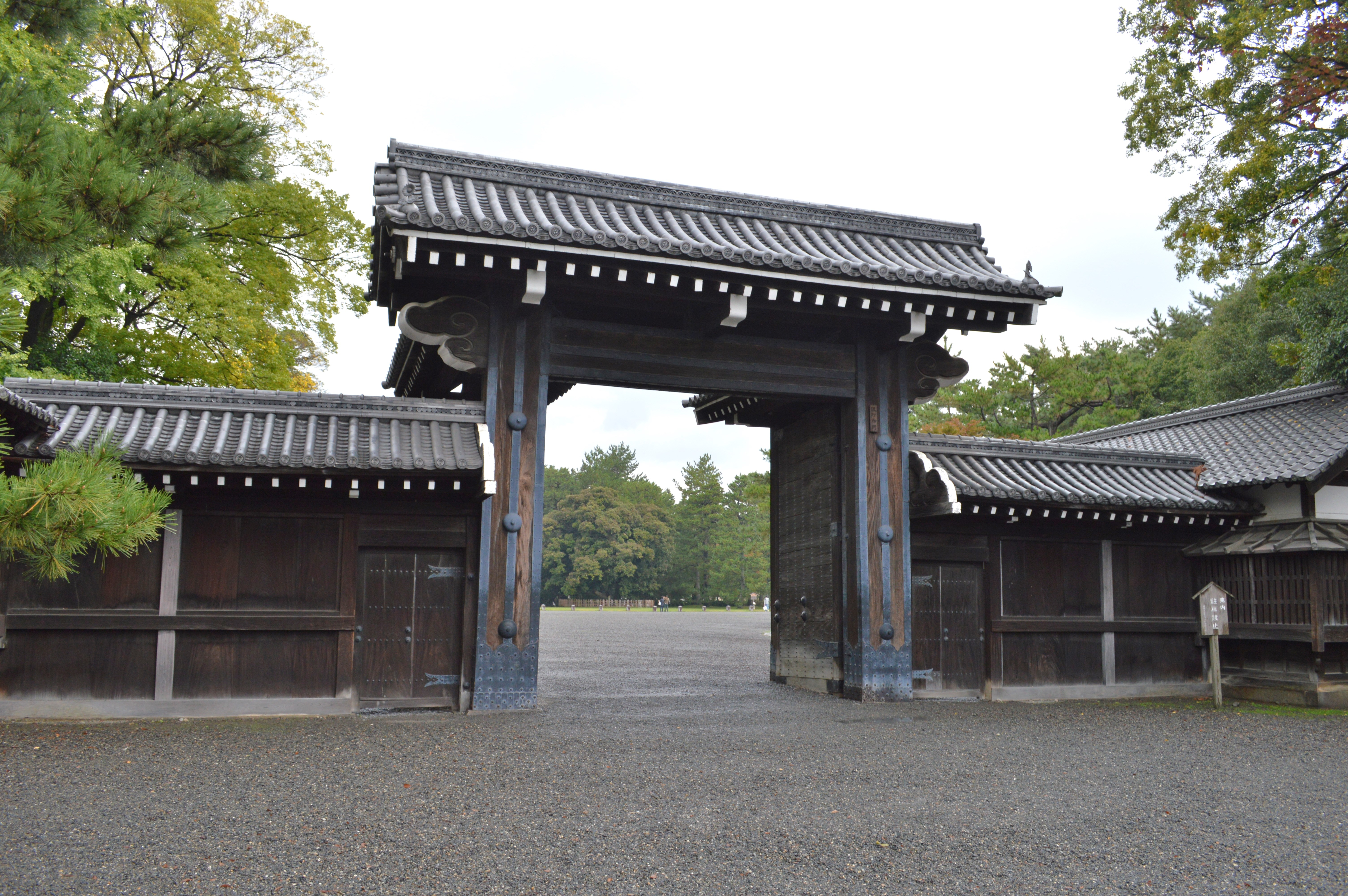
堺町通の正面に建つ堺町御門

明治11年4月、京都府は宮内省の承認を得て四方の境界を定め、外周に土塁を築造するとともに江戸時代から遺る9つの御門を外周に面する形で移設・配置した。御門の様式はいずれも本瓦葺四脚門（高麗門）。
- 堺町御門（正門） - 天皇が行幸・還幸の際に使用する正門。両側に門番所が付属する。幕末に長州藩士がここの門番を外されて出入禁止となった（堺町御門の変）。
- 下立売御門
- 新在家御門 - 通称蛤御門。1864年（元治元年）の蛤御門の変（禁門の変）で知られる。通称の命名時期については近年定説を覆す新説（元禄7年頃）が発表された[36]。また、本来の開かずの門（禁門）は下立売御門であった可能性が指摘されている[37]。
- 中立売御門
- 乾御門
- 今出川御門
- 石薬師御門 - かつて門前に石薬師堂があった[38]。明治2年、東京奠都に反対する住民千人がこの門に集まり気勢を上げた[39]。
- 清和院御門 - 譲位した清和天皇の在所「清和院」がこの付近にあった[39]。
- 寺町御門 - 宝永の大火後に新設された御門で、江戸期の名称は「武家町口御門」[39]。

### 神社

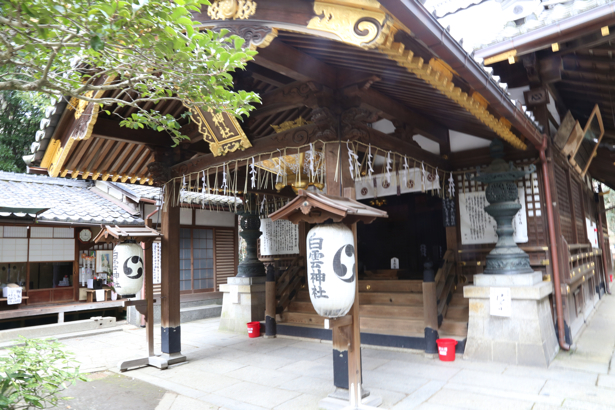
白雲神社 （2014年2月22日撮影）

- 白雲神社 - 西園寺家が江戸時代に再興した妙音堂を明治以後神社に引き直した鎮守で、宗像三女神の一柱、市杵島姫命を祀る。近隣の上御霊神社宮司が白雲神社宮司を兼務している[40]。江戸時代から続く行事・朝参式（早朝参拝式）が巳の日の7時におこなわれている[40]。
- 宗像神社 - 花山院家の邸宅内にあった鎮守社で、筑紫の宗像大社から勧請されたと伝わる。
- 厳島神社 - 九条家の鎮守社で、安芸宮島の厳島神社から勧請されたと伝わる。

### その他の遺構
- 学習院跡 - 公家の教育機関として幕末の京都に設けられた「京都学習院」の跡地。京都御所の東側にある建春門近くに案内板がある。
- 二条御所（二条古城）石垣 - 足利将軍の「花の御所」と呼ばれた往時から城の僅か石垣が遺り復元され当御苑内「京都御苑」及び「元離宮二条城」に両設し遺構を伝えている。

## 自然
京都御苑内には500種以上の植物がある。苑内には約5万本の樹木が生育しており、多くは明治以降に植栽されたものである。マツ、ケヤキ、シイ・カシ類、イチョウなどのほか、ウメ、モモ、サクラ、サルスベリなどの花の咲く木も多く、これら多彩な樹々が御苑の風格と四季の彩りをなしている。また、スミレ、タンポポどの草花やキノコ類も多く見られる。キノコ類は400種以上が確認されており、一年を通じて観察できる。
苑内には動物も多く見られる。野鳥の観測地として知られ、100種以上の野鳥が確認され、そのうち約20種は苑内で繁殖されている。代表的な鳥としてはアオバト、ビンズイ、トラツグミ、ゴイサギなどがあげられる。昆虫類も多く見られ、チョウ類55種、トンボ類26種、セミ類8種などが確認できる。
苑内には、自然に親しむ場所として「母と子の森」「トンボ池」「出水の小川」などが整備されているほか、「母と子の森」内の「森の文庫」では植物や生物など自然についての本が置かれたり、閑院宮邸跡の収納展示室で自然や歴史について解説とともに学ぶこともできる。
仙洞御所の池には魚類が生息している。ハゼ類の研究者として知られる上皇明仁は、ここで採取したヨシノボリの遺伝子解析により、ビワヨシノボリとシマヒレヨシノボリの交雑種であることを明らかにした論文を2019年発表した。
こうした環境が京都市内の中心部にあることで、散策や花見のほか、バードウォッチングや自然観察会などに多くの人が訪れる場となっている。

## 催事

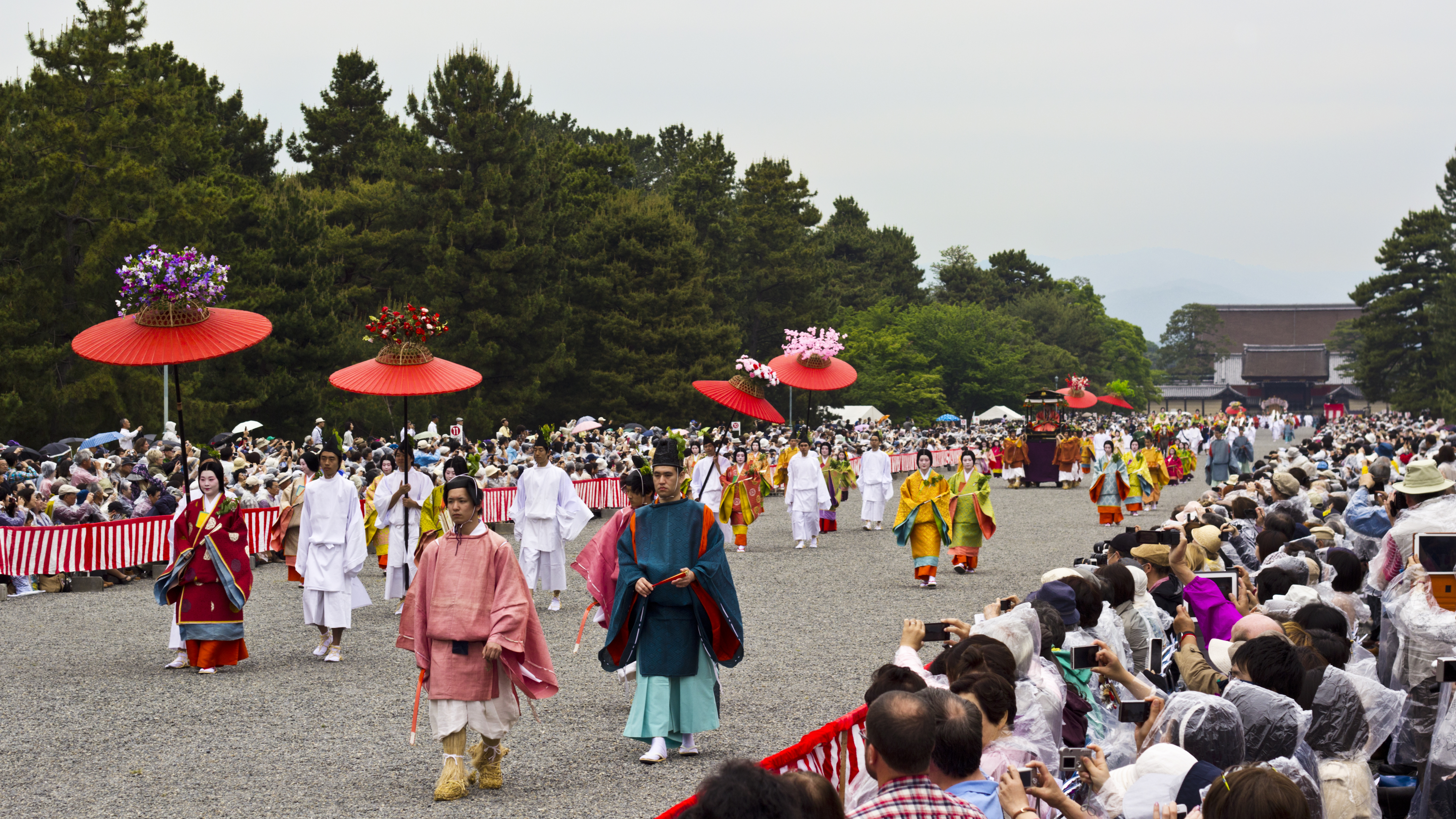
京都三大祭の春の葵祭
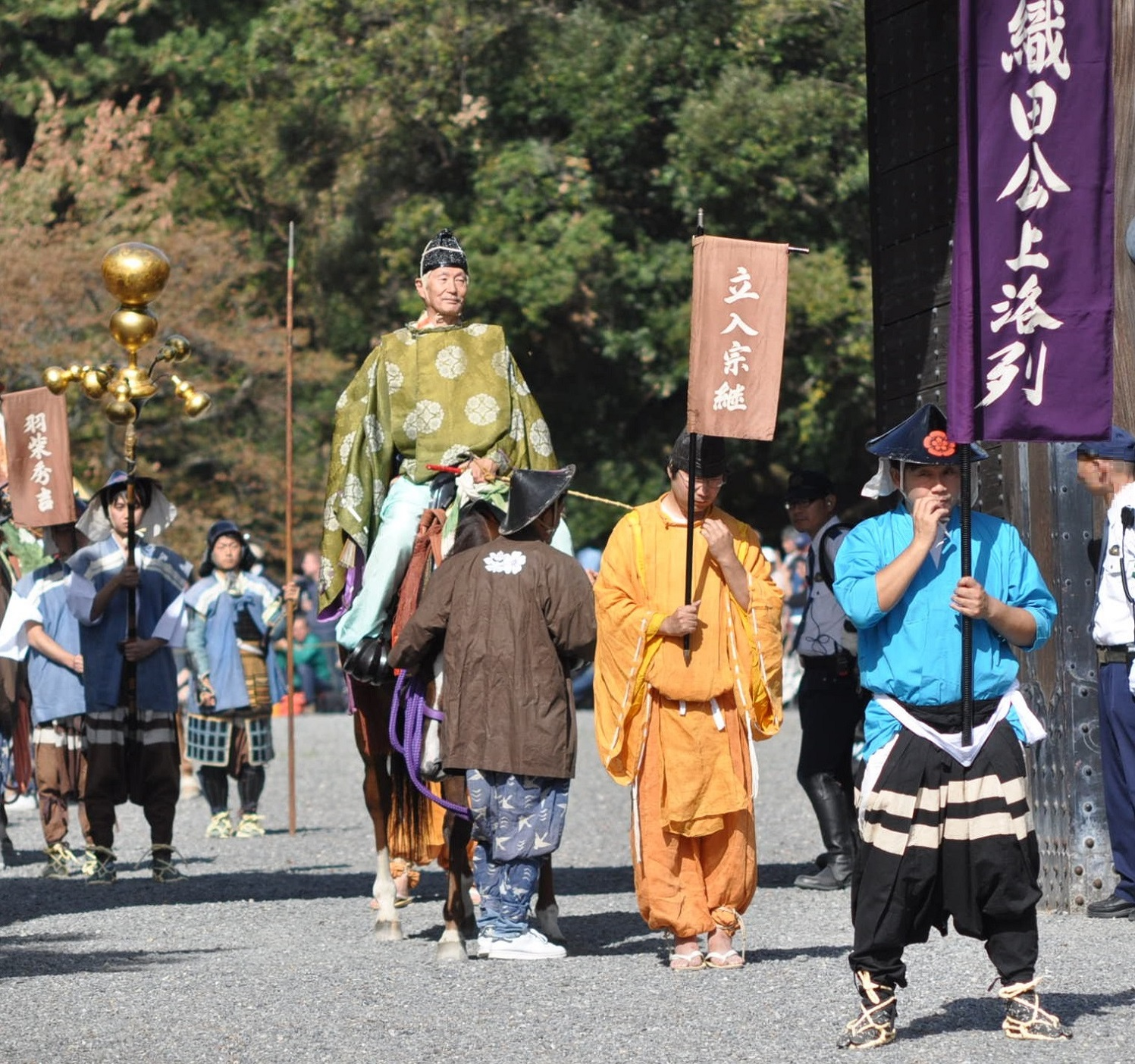
京都三大祭の秋の時代祭

- 葵祭（あおいまつり、正式には賀茂祭）は、京都市の賀茂御祖神社（下鴨神社）と賀茂別雷神社（上賀茂神社）で、5月15日（陰暦四月の中の酉の日）に行なわれる例祭である。催事は京都御苑の建礼門前大通りから出発地点となる。
- 時代祭（じだいまつり）は、平安神宮の例大祭（10月22日）に附属する年中行事である。神宮創建と平安遷都を祝して明治時代より始められた京都三大祭りの一つ。催事は京都御苑の建礼門前大通りから出発地点となる。

## その他

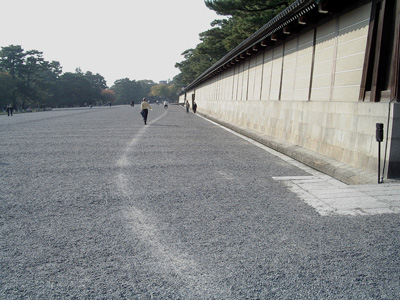
御所の細道

京都の住民は、京都御苑の区域を指して単に「御所」と呼ぶことが多い。
公園内ではのんびりと散歩を楽しむ人やバードウォッチングをする人もいる。御苑の北隣には同志社大学と同志社女子大学（両校とも今出川キャンパス）があるため、ベンチで寝転ぶ学生の姿をよく見かける。また、住民の通り抜けルートにもなっているが、通路部分は舗装されておらず、砂利が敷き詰められているため自転車では走りづらい。しかし、自転車の走行跡が砂利道にできて走りやすくなっている部分もある。この走行跡は御所の細道と呼ばれることがある。ただし、走行跡は自転車一台分の幅しかないため、対向車が来た場合は譲り合う光景が見られる。
公園内は京都府警や皇宮警察が常に見回りをしていて、京都御所や仙洞御所の塀に近づくとセンサーが反応し、すぐに注意される。
公園内への放置自転車が、2010年代に入って目立つようになっている。主に、近隣の京都市営地下鉄丸太町駅の利用者が停めているものと見られている。地元住民からは、公園の美観を損なうなどとして撤去を求める声が強いが、公園内は京都市の撤去条例の対象外となっており、公園管理者である環境省などは対応に苦慮していたが、中立売休憩所付近に駐輪場が設けられた。

## アクセス
- 京都市営バス
- 京都市営地下鉄烏丸線 : 丸太町駅、今出川駅
- 京阪鴨東線 : 出町柳駅、神宮丸太町駅

## 画像集

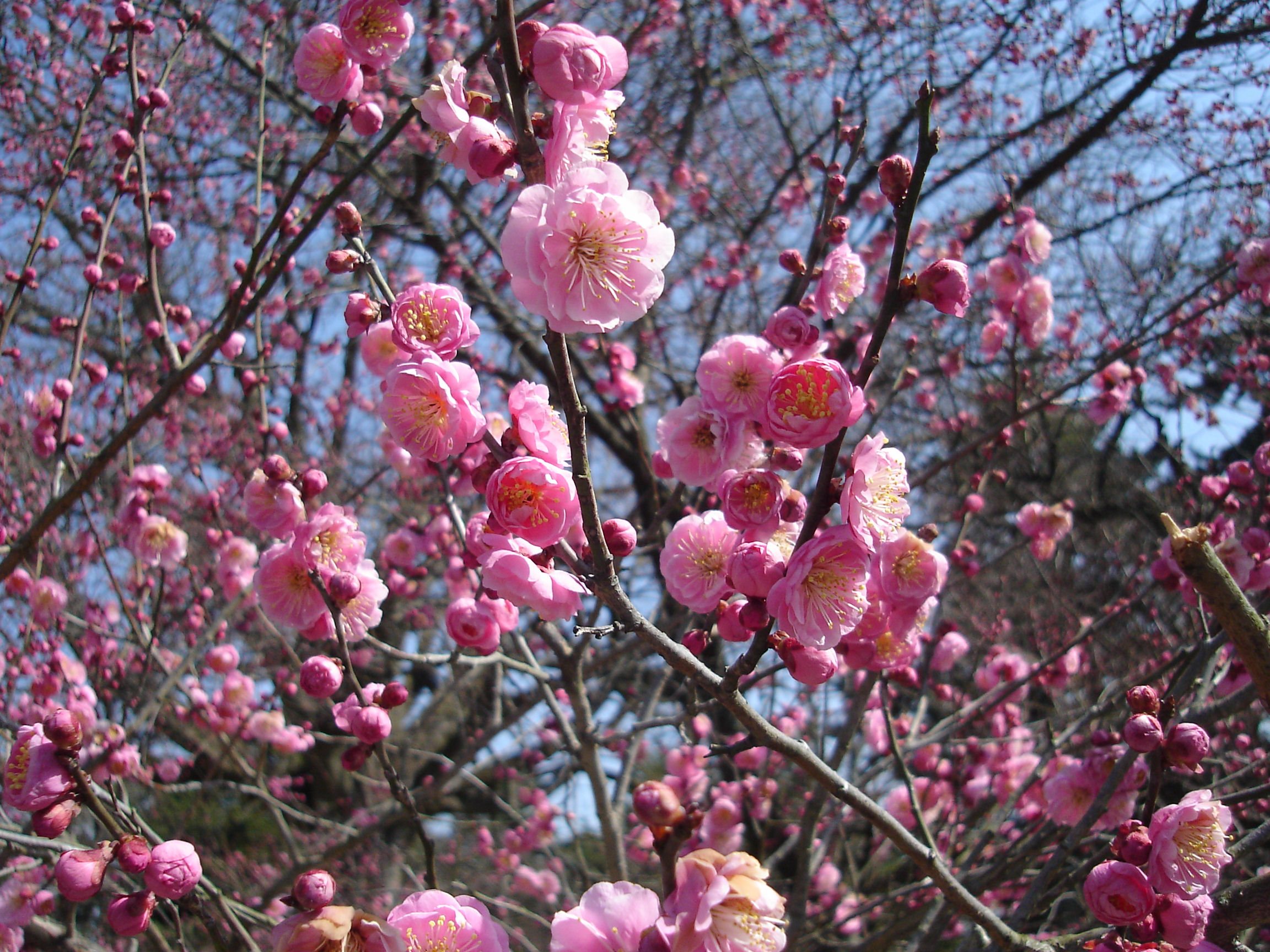
梅の花（御苑内梅林）
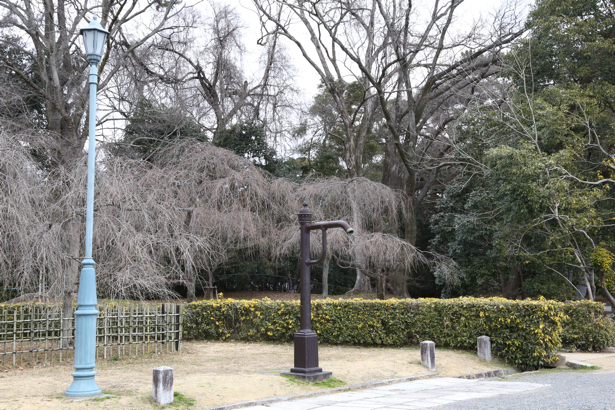
御所水道からつながっていた散水栓の痕跡。（2014年2月22日撮影）
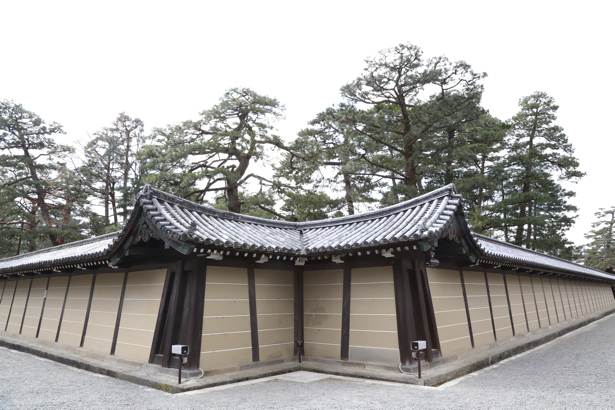
猿ヶ辻の様子。角が切られている。（2014年2月22日撮影）
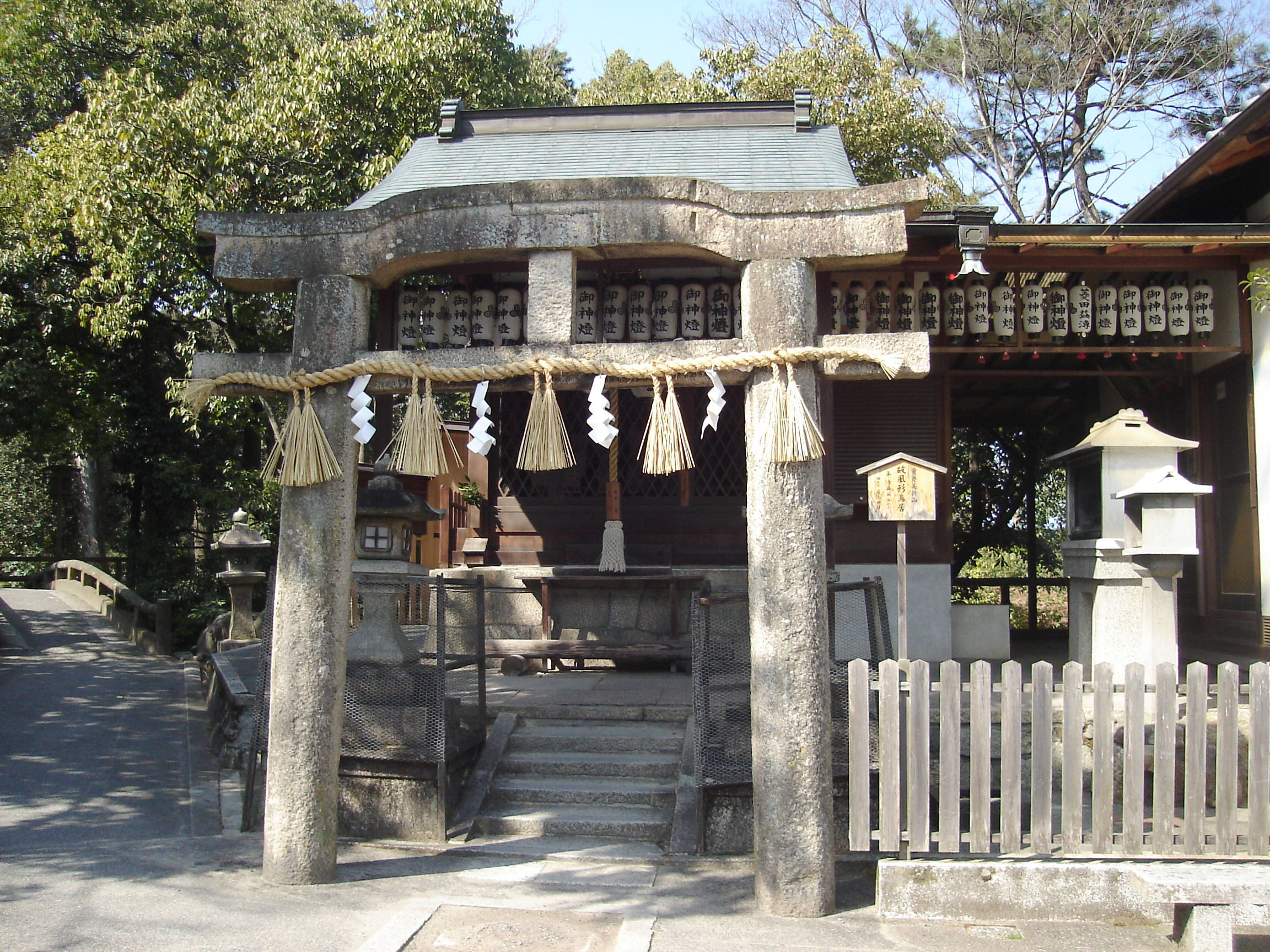
破風形鳥居（御苑内厳島神社）
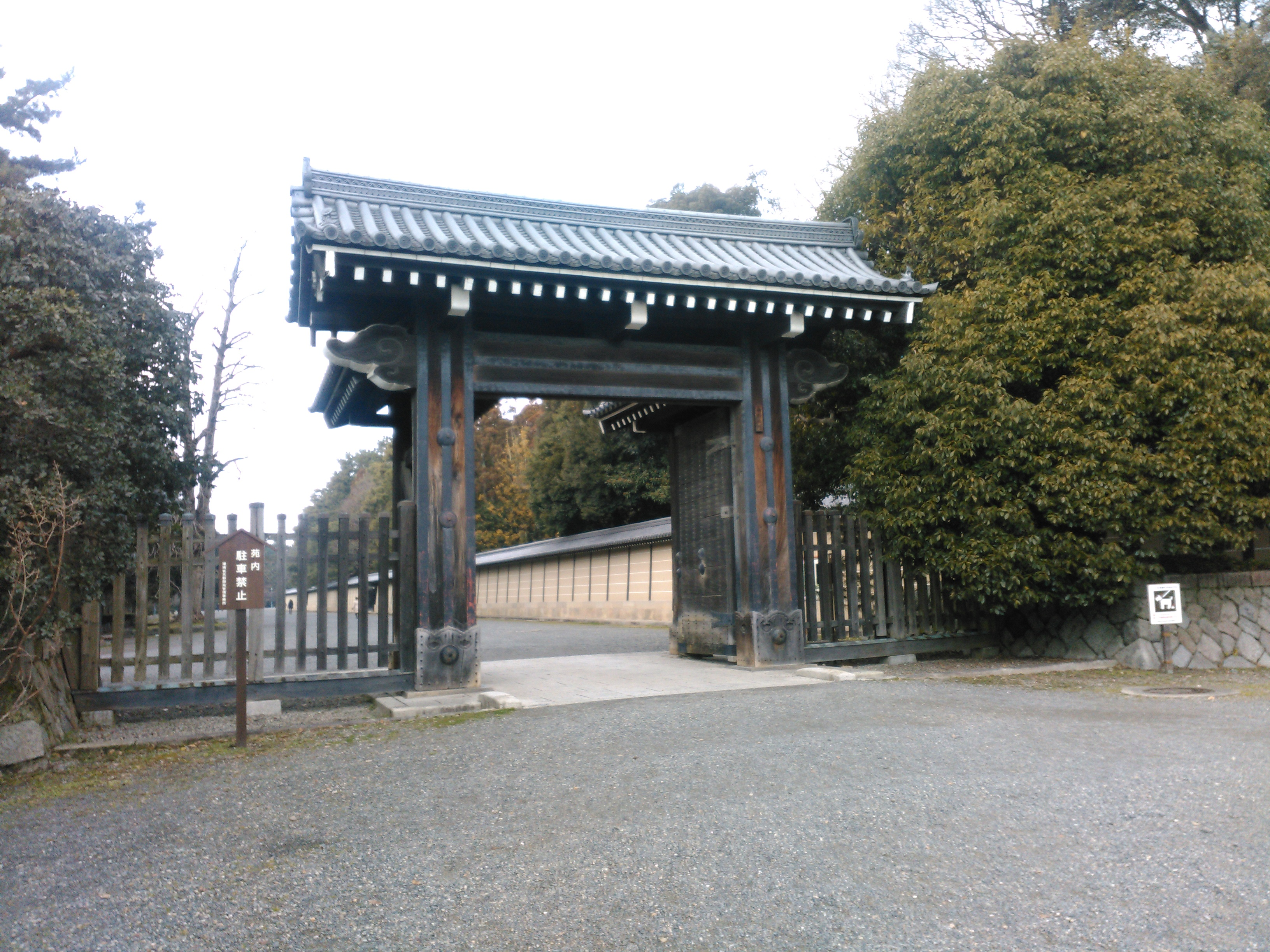
京都御苑の御門・寺町御門
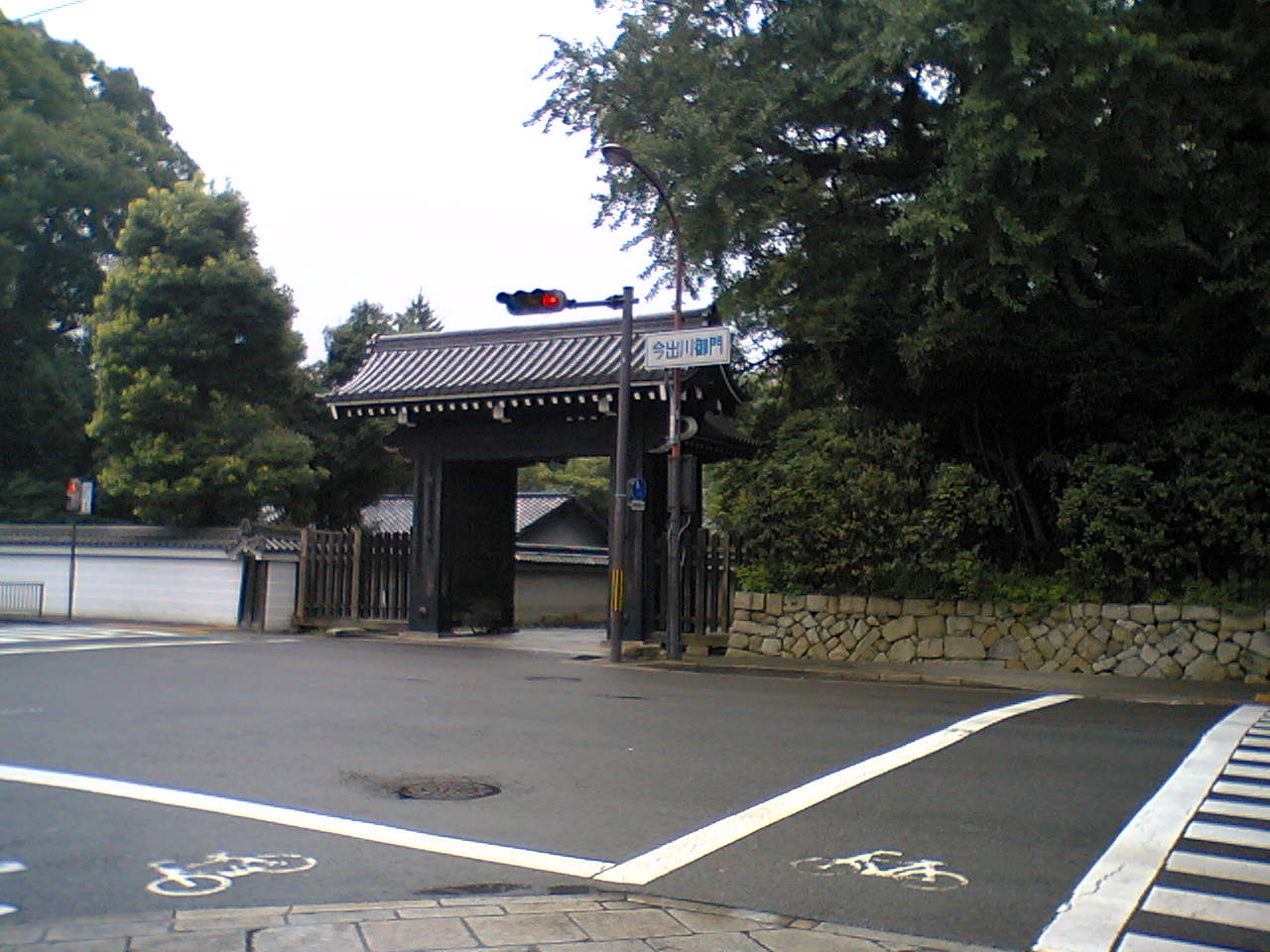
京都御苑の御門・今出川御門
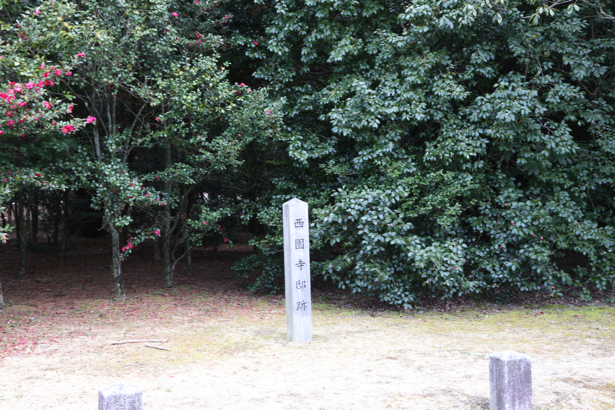
西園寺邸宅跡 （2014年2月22日撮影）